# .hack//fragment
.hack//fragment, typographié .hack//frägment avec le a de fragment écrit à l'envers, est un jeu vidéo développé par CyberConnect2 et édité par Bandai. Il s’agit d’un jeu de rôle en ligne massivement multijoueur. Le jeu se déroule dans l'univers du MMORPG The World dans lequel se passe une partie des événements de l'histoire de .hack, un univers médiéval-fantastique introduit par l'ensemble des animés, jeux vidéo et mangas basés sur le projet .hack.

## Modes de jeu
.hack//frägment offre aux joueurs deux modes de jeux bien distincts :

### Mode online
Le mode online permet pour la première fois depuis le début de la série des jeux .hack, de jouer en ligne jusqu'à 3 joueurs dans The World dont les donjons seront générés de manière aléatoire. Un éditeur de niveaux est également inclus, il permet aux joueurs de créer puis d'explorer en ligne leur création avec d'autre joueurs. Malheureusement, le serveur online du jeu s'est arrêté à la fin de 2006, la partie online n'existe donc plus.
Depuis 2015, un serveur alternatif a vu le jour et il est désormais à nouveau possible de rejouer en ligne. Cependant, pour pouvoir jouer il faut patcher le jeu, et donc il n'est possible d'y jouer qu'avec une console modifiée ou un émulateur.

### Mode offline
Le mode offline est une simulation de MMORPG dans laquelle les principaux protagonistes évoluent dans un monde baptisé The World. Ainsi, l'interface fait partie du jeu comme dans un MMORPG, y compris les voyages sur les différents serveurs.
Des mondes jusqu'alors interdits dans le jeu et protégés apparaissent aléatoirement lors des parties en ligne, désormais accessibles à la condition d'en pirater l'entrée et d'en battre le boss.

## Personnalisation et liste des personnages disponibles
Le jeu offre la possibilité de créer son propre personnage, on peut choisir sa taille, son sexe, son apparence, ses couleurs, sa classe (les mêmes que dans la première saga) et bien sûr son pseudo. Dans la partie offline, on peut faire équipe avec les différents protagonistes des jeux, de l'anime et du manga.
- Tsukasa
- Subaru
- Bear
- Mimiru
- BT
- Sora
- GinKan
- Rena
- Syugo
- Balmung
- Black Rose
- Kite
- Mia
- Elk